# Георги Тиханек
Георги Нешов Тиханек е български революционер, участник в Априлското въстание в Копривщица през 1876 година. Тиханек дава първия изстрел във въстанието.

## Биография
Роден е в 1845 година в Копривщица, тогава в Османската империя. Член е на революционния комитет и началник на тайната полиция (комитетската стража) заедно с Георги Каменарчето. Тиханек е в групата въстаници, която трябва да превземе конака, и дава първия изстрел във въстанието на 20 април, като на Калъчев мост убива турското заптие Кара Хюсеин. След въстанието Георги Тиханек е заловен и откаран в София, където престоява 3 месеца. Заточен е на остров Родос. Георги Тиханек и Никола Беловеждов правят опит да избягат, но са заловени и разделени. По време на заточението Тиханек организира група за саботажи. На острова успяват да унищожат складове с муниции, оръжия и продоволствия.
Заради революционната му дейност е поканен да се присъедини към Гръцката армия с чин лейтенант като го награждават с орден. Тиханек не приема и се връща в България. Участва по-късно в движението за освобождаването на Македония, останала извън България след решенията на Берлинския конгрес. Сформира чета, която действа в Кумановско. На два пъти е pаняван, последния път тежко и затова не взима участие в Илинденcкото въcтание.
Георги Тиханек умира през 1915 година в Копривщица.

## Семейство
Братът на Георги, Недялко (Неделчо) Нешов Тиханов също участва във въстанието.
Редник Славчо Георгиев Тиханов, служещ в 43-ти пехотен полк, 2-ра картечна рота по време на Първата световна война почива от раните си на 12 ноември 1916 г. в болничен лазарет.